# Pleigne
Pleigne (hist. Pleen) − miejscowość i gmina w Szwajcarii, w kantonie Jura, w okręgu Delémont. 

## Demografia
W Pleigne mieszka 349 osób. W 2020 roku 2,3% populacji gminy stanowiły osoby urodzone poza Szwajcarią. 

## Transport
Przez teren gminy przebiega droga główna nr 247. 